# پیزر پشمی
پیزر پشمی (نام علمی: Scirpus cyperinus) نام یک گونه از سرده تزک است.